# Dolmen de Vaon
Le dolmen de Vaon est situé sur le territoire de la commune des Trois-Moutiers, dans le département de la Vienne.

## Protection
L'édifice est classé au titre des monuments historiques en 1956.

## Caractéristiques
C'est un dolmen de type angevin orienté nord-ouest/sud-est. La table de couverture, brisée en deux fragments, repose sur cinq orthostates, et un sixième pilier est renversé à l'intérieur de la chambre. Les deux piliers encore debout, devant l'entrée, correspondent aux vestiges du portique. La chambre mesure environ 6 m de longueur, pour une largeur comprise entre 2,50 m au fond et 2 m côté entrée, pour et 1,50 m de hauteur. Un pilier comporte une trace d'incision. Deux blocs disposés parallèlement aux orthostates près de l'entrée pourraient correspondre à des éléments de compartimentation interne à la chambre.
Selon Arnault-Poirier, les dalles de construction pourraient provenir de la Butte de Saint-Drémont.

## Folklore
Selon une légende, le diable faisait réchauffer dans sa poêle des galettes de beurre qu'il avait volées au curé de la paroisse de Basses. Surpris par l'arrivée de Sainte Radegonde, il donna un coup de pied dans sa poêle et les galettes atterrirent dans le voisinage donnant naissance aux dolmens de Vaon, de Bernazay, à la Roche-Vernaize et à la Butte de Saint-Drémont.